# Przełęcz Płonna
Przełęcz Płonna lub przełęcz Płone – przełęcz w Paśmie Łysiny w Beskidzie Małym, pomiędzy szczytami Zamczyska (Czoło) oraz najbardziej zachodnim z trzech szczytów Płonnego. Jest to szerokie i niewyraźne siodło będące najniższym miejscem w całym paśmie. Znajduje się w lesie. Przez przełęcz prowadzi znakowany szlak turystyki pieszej oraz droga leśna z pobliskiej wsi Łysina.
Prawidłowa nazwa to Przełęcz Płonna i pochodzi od ludowej nazwy szczytu Płonne, jego zaś od tego, że tereny po jego północnej stronie porasta bagnista, czyli płona roślinność. Na topograficznej mapie Geoportal przełęcz ma wysokość 704 m, na lotniczej mapie Geoportalu przełęcz jest nieopisana. Znajduje się w granicach wsi Kocierz Rychwałdzki w województwie śląskim, w powiecie żywieckim, w gminie Łękawica. Prowadzi przez nią zielony szlak turystyczny.
Szlaki turystyczne
 Kocierz Rychwałdzki – Ścieżków Groń – Zamczyska – Przełęcz Płonna – Płonne – Kucówki – Czarne Działy – Gibasówka – Gibasów Wierch (Wielki Gibasów Groń) – Przełęcz pod Madohorą – Madohora (Mlada Hora) – rozstaje Anuli – Smrekowica – rozdroże pod Smrekowicą – Suwory – Krzeszów.